# Le Poizat
Le Poizat är en kommun i departementet Ain i regionen Auvergne-Rhône-Alpes i östra Frankrike. Kommunen ligger  i kantonen Nantua som ligger i arrondissementet Nantua. Kommunens areal är 17,9 km². År 2018 hade Le Poizat 478 invånare.

## Befolkningsutveckling
Antalet invånare i kommunen Le Poizat
Referens: INSEE